# Salatinkend (Choucha)
Salatinkend est un village de la région de Choucha en Azerbaïdjan.

## Histoire
En 1992-2020, Salatinkend était sous le contrôle des forces armées arméniennes. En 2020, le village de Salatinkend a été restitué sous le contrôle de l'Azerbaïdjan.
Le village a été nommé d'après le journaliste Salatyn Asgarova